# 1월 30일
1월 30일은 그레고리력으로 30번째(윤년일 경우도 30번째) 날에 해당한다.

## 사건
- 1018년 - 바우첸 조약 - 하인리히 2세의 폴란드 원정이 실패로 끝나고 바우첸에서 폴란드와 신성 로마 제국 사이에 조약이 체결되다.
- 1607년 - 브리스틀 해협 해안선을 따라 51,800 헥타르가 대규모 홍수로 파괴되고 2,000여 명이 사망하다.
- 1648년 - 네덜란드 독립 전쟁: 스페인과 네덜란드 사이의 협정인 뮌스터 조약이 조인되다. 스페인 제국과 네덜란드 공화국간의 80년 전쟁이 끝나다.
- 1902년 - 영일 동맹, 런던에서 체결.
- 1933년 - 히틀러, 독일 수상에 취임.
- 1972년 - 북아일랜드의 벨파스트에서 '피의 일요일 사건'이 일어났다.
- 1991년 - 김부남 사건이 발생했다.
- 2004년 - 부천 초등학생 피살 사건이 발생했다.
- 2009년 - 크립톤 퓨처 미디어에서 VOCALOID2를 채용한 메구리네 루카를 발표했다.
- 2012년 - MBC 노조가 총파업에 들어가다.
- 2023년 - 대한민국 코로나바이러스감염증-19로 인한 실내 마스크 착용 의무가 일부 시설을 제외하고 권고로 조정되었다.

## 문화
- 1980년 - 부산대교가 완공되었다.
- 1996년 - 일산선 개통.
- 1999년 - 강원 동계 아시안 게임 개막. (~ 2월 6일)
- 2000년 - TV 아사히에서 가면라이더 시리즈 중 헤이세이 라이더 첫 번째 작품인 가면라이더 쿠우가 첫방영.
- 2011년 - 2011년 동계 아시안 게임 개최.
- 2012년 - EXO 데뷔 프롤로그 싱글 "What Is Love" 공개.
- 2013년 - 대한민국의 최초 우주 발사체 나로호가 3차 발사에 성공하였고, 대한민국 정부가 공식확인하였다.
- 2016년 - 신분당선 2단계 정자역 ~ 광교역 연장 구간이 개통되었다.

## 탄생
- 133년 - 로마 제국의 제19대 황제 디디우스 율리아누스. (~193년)
- 1841년 - 프랑스 제3공화정 시대의 정치가 펠릭스 포르. (~1899년)
- 1882년 - 미국의 제32대 대통령 프랭클린 D. 루스벨트. (~1945년)
- 1894년 - 불가리아의 국왕 보리스 3세. (~1943년)
- 1920년
  - 일본의 만화가 하세가와 마치코. (~1992년)
  - 미국의 영화 감독 델버트 맨. (~2007년)
- 1925년 - 노르웨이계 미국인 과학자 더글러스 엥겔바트. (~2013년)
- 1929년
  - 대한민국의 기업인 이인희. (~2019년)
  - 대한민국의 가수 금사향. (~2018년)
  - 대한민국의 경찰, 정치인, 제11대 국회의원 박종관. (~2009년)
- 1930년
  - 일본의 기업인 스즈키 오사무. (~2024년)
  - 미국의 전 배우 진 해크먼. (~2024년)
- 1935년 - 이탈리아의 배우 엘사 마르티넬리. (~2017년)
- 1937년
  - 대한민국의 외교관 홍순영. (~2014년)
  - 영국의 배우 버네사 레드그레이브.
  - 소련 태생 러시아의 체스선수 보리스 스파스키. (~2025년)
- 1938년 - 대한민국의 언론인 류근일.
- 1941년
  - 대한민국의 바둑 기사 강문철. (~1997년)
  - 미국의 정치가 딕 체니.
- 1942년 - 대한민국의 정치인 노건평.
- 1946년 - 미국의 소아마비 생존자, 변호사 폴 알렉산더. (~2024년)
- 1950년 - 대한민국의 성우 조동희.
- 1951년 - 영국의 싱어송라이터, 드러머 필 콜린스.
- 1952년 - 미국의 발명가 더그 엥겔바트. (~2013년)
- 1954년
  - 대한민국의 가수 유현상 (백두산).
  - 대한민국의 행정학자 남궁근.
- 1956년
  - 미국의 배우 앤 다우드.
  - 일본의 프로레이싱 선수 츠치야 케이치.
- 1958년 - 일본의 가수 이시카와 사유리.
- 1962년
  - 대한민국의 아나운서 전인석.
  - 요르단의 현 국왕 압둘라 2세.
- 1965년 - 대한민국의 배우 오영실.
- 1968년 - 스페인의 현 국왕 펠리페 6세.
- 1970년
  - 대한민국의 성우 정남.
  - 대한민국의 국회의원 최현주.
  - 대한민국의 배우 김일권.
- 1971년
  - 대한민국의 배우 이서진.
  - 대한민국의 야구 선수 김홍집.
- 1973년 - 대한민국의 전 배우, 방송인 박근혜.
- 1974년
  - 영국의 배우 올리비아 콜먼.
  - 영국의 배우 크리스찬 베일.
  - 대한민국의 아나운서 한준호.
- 1975년
  - 브라질의 축구 선수 주니뉴 페르남부카누.
  - 대한민국의 배우 오만석.
- 1977년 - 대한민국의 기타연주가 김주엽.
- 1978년 - 스웨덴의 가수 다니엘 린드스트룀.
- 1979년
  - 대한민국의 전 배우, 미스코리아 한나나.
  - 대한민국의 성우 안소이.
  - 대한민구의 예술가, 교수 팝핀현준.
  - 대한민국의 배우 유하준.
- 1980년
  - 대한민국의 가수, 기타리스트 성재.
  - 미국의 가수, 배우 리나 홀.
  - 미국의 정치인 리 젤딘.
- 1981년
  - 대한민국의 성우 오병조.
  - 일본의 성우 히구치 치에코.
  - 도미니카 공화국의 야구 선수 호세 카페얀. (~2015년)
  - 불가리아의 전 축구 선수 디미터르 베르바토프.
  - 이글랜드의 전 축구 선수 피터 크라우치.
- 1982년
  - 브라질의 축구 선수 나드송 호드리게스 지 소자.
  - 일본의 배우 토쿠야마 히데노리.
  - 일본의 전 축구 선수 이와마사 다이키.
- 1983년
  - 대한민국의 성우 문지영.
  - 덴마크의 사격 선수 스테펜 올센.
- 1984년
  - 대한민국의 아나운서 우시흥.
  - 대한민국의 바둑 기사 주형욱.
- 1985년
  - 대한민국의 미스코리아 박샤론.
  - 대한민국의 레이싱 모델 최유정.
- 1986년
  - 일본의 성우 시모다 아사미.
  - 아르헨티나의 축구 선수 루카스 비글리아.
  - 대한민국의 배우 김원준.
- 1987년 - 튀르키예의 축구 선수 아르다 투란.
- 1988년 - 대한민국의 가수, 모델 다희.
- 1989년
  - 대한민국의 배우 백성현.
  - 대한민국의 배우 강한나.
  - 대한민국의 가수 니아 (마이네임).
  - 대한민국의 희극인 김원훈.
  - 미국의 배우 카일리 번버리.
- 1990년 - 대한민국의 배우 이솜.
- 1991년
  - 대한민국의 전직 스타크래프트 프로게이머 김정우.
  - 대한민국의 방송인 변서은.
  - 중화인민공화국의 배우 장위시.
- 1992년 - 대한민국의 미스코리아, 배우 유예빈.
- 1993년 - 대한민국의 가수 정훈.
- 1994년
  - 대한민국의 가수 소담.
  - 잉글랜드의 배우 어밀리아 디몰든버그.
- 1995년 - 대한민국의 바둑 기사 나현.
- 1996년 - 파나마의 축구 선수 아리엘 후라도.
- 1997년
  - 대한민국의 쇼트트랙 선수 심석희.
  - 대한민국의 가수 새봄 (네이처).
- 1998년
  - 대한민국의 야구 선수 김주성.
  - 대한민국의 배우 박나예.
  - 대한민국의 가수 이시온.
  - 브라질의 양궁 선수 마르쿠스 비니시우스 다우메이다.
- 1999년 - 대한민국의 가수 김장환.
- 2000년
  - 대한민국의 야구 선수 최인호.
  - 대한민국의 야구 선수 오영수.
  - 말레이시아의 배드민턴 선수 고진웨이.
- 2001년
  - 대한민국의 리그 오브 레전드 프로게이머 유칼.
  - 대한민국의 가수, 기타리스트 냥뇽녕냥. (QWER)
- 2002년
  - 대한민국의 가수 유키.
  - 대한민국의 배우 최현욱.
- 2004년 - 대한민국의 가수 젬마.
- 2007년 - 중화인민공화국의 배드민턴 선수 장즈제. (~2024년)

## 사망
- 1601년 - 조선 중기의 무신 이일. (1538년~)
- 1649년 - 영국의 국왕 찰스 1세. (1600년~)
- 1714년 - 조선 중기의 학자, 사상가 윤증. (1629년~)
- 1840년 - 조선의 가톨릭 순교자 민극가. (1788년~)
- 1948년
  - 인도의 독립운동가 모하트마 간디. (1869년~)
  - 미국의 비행기 제작가 오빌 라이트. (1871년~)
  - 미국의 야구인 허브 페녹. (1894년~)
- 1970년 - 독일의 군인 프리츠 바이에를라인. (1899년~)
- 1991년 - 미국의 물리학자 존 바딘. (1908년~)
- 2006년 - 미국의 인권 운동가 코레타 스콧 킹. (1927년~)
- 2008년 - 대한민국의 정치인 강근호. (1934년~)
- 2010년 - 대한민국의 만화가 길창덕. (1930년~)
- 2013년 - 대한민국의 소설가 김지원. (1942년~)
- 2018년 - 미국의 배우 마크 샐링. (1982년~)
- 2019년 - 대한민국의 기업인 이인희. (1929년~)
- 2021년
  - 대한민국의 기업인 정상영. (1936년~)
  - 스코틀랜드의 음악가 소피. (1986년~)
- 2022년
  - 미국의 영화배우, 무술가 로버트 월. (1939년~)
  - 소련의 영화배우 레오니트 쿠라블료프. (1936년~)
- 2024년 - 미국의 영화배우 치타 리베라. (1933년~)
- 2025년
  - 대한민국의 여성부 차관 김성진. (1953년~)
  - 미국의 피겨스케이팅선수 딕 버튼. (1929년~)
  - 파푸아뉴기니의 정치인 줄리어스 찬. (1939년~)
  - 영국의 가수 메리앤 페이스풀. (1946년~)

## 기념일
- 진한 그리움(향수)의 날: 브라질
- 한국의 설날 - 2090년

## 같이 보기
- 전날: 1월 29일 다음날: 1월 31일 - 전달: 12월 30일 다음달: 2월 28일(2월 29일)
- 음력: 1월 30일
- 모두 보기